# Турінський Олександр Васильович
Олекса́ндр Васи́льович Турі́нський — генерал-майор (з жовтня 2017 року) Збройних сил України, начальник ХНУПС (до жовтня 2020 р.), учасник російсько-української війни. Лицар ордена Богдана Хмельницького III ступеня (2015).

## З життєпису
Військову службу проходив у зенітних ракетних військах, 11 зрп — командир, Повітряного командування «Захід» — заступник командира, ХНУПС — начальник університету (до жовтня 2020 р.).
Брав участь у боях за Донецький аеропорт, керував зведеним загоном Повітряних Сил, відомим також як «Дика качка».
22 січня 2015 року, по 10-й ранку до ДАП рушила колона техніки терористів — батальйонно-тактична група «1-ї слов'янської бригади ДНР», підкріплена 10 танками Т-72 та протитанковою батареєю МТ-12 — рухалися з українськими розпізнавальними тактичними знаками. На спостережному пункті «Зеніту» перебував боєць Ігор Ємельянов, який розпізнав підступний хід. Полковник Олександр Турінський («Граф») дав наказ відкрити вогонь зі всіх стволів, протягом 10 годин щільного вогню перша колона терористів була відкинута, по тому відійшла і друга колона. Вранці вояки зібрали поранених терористів на полі бою, котрі своїм виявилися непотрібними, годували їх з того ж посуду, з якого й самі харчувалися, згодом передали поранених СБУ. Було взято в полон 7 терористів, захоплено 2 БТР-80, 4 МТ−12 (одна одиниця в справному стані, була встановлена на позиції «Зеніт» і вела обстріл промзони Спартака). У тому бою на сусідніх постах загинули майор Петренко Василь («Моцарт») і солдат Попович Денис («Денді»).
У січні 2021 року наказом Міністерства оборони України у зв'язку із катастрофою літака Ан-26, що сталася у Харківській області, був звільнений зі Збройних сил України в запас.

## Розслідування
30 квітня 2021 року, слідчі ДБР, за погодженням з процесуальними прокурорами Спеціалізованої прокуратури у військовій та оборонній сфері Об'єднаних сил, повідомили про підозру новим особам, причетним до трагічної події з авіакатастрофою літака Ан-26, а саме: заступнику командира військової частини А4104, де сталася катастрофа; заступнику командира військової частини А4104 з льотної підготовки, які підозрюються у порушенні правил підготовки та проведенні польотів та недбалому ставленні до військової служби (ст. 416 та ч. 3 ст. 425 КК України). Окрім того, прокурори повідомили про підозру у недбалому ставленні до військової служби депутату обласної ради, який на час катастрофи виконував обов'язки начальника ХНУПС (прим. — генерал-майор Турінський Олександр Васильович).
18 лютого 2022 року, за позовом Олександра Турінського проти Міністерства оборони України, Рівненський окружний адміністративний суд не поновив його на службі в Збройних Силах України та на посаді начальника ХНУПС. Розгляд справи у суді тривав майже рік і завершився 18 лютого.

## Нагороди
За особисту мужність, сумлінне та бездоганне служіння Українському народові, зразкове виконання військового обов'язку 15 вересня 2015 року нагороджений —
- орденом Богдана Хмельницького III ступеня;